# Remo Lederer
Remo Lederer (* 19. Dezember 1968 in Rodewisch) ist ein früherer deutscher Skispringer, der vor allem in der zweiten Hälfte der 1980er und zu Beginn der 1990er Jahre Erfolge zu verzeichnen hatte.
Remo Lederer trat in seiner aktiven Zeit für den SC Dynamo Klingenthal an. Er debütierte international beim ersten Springen der Vierschanzentournee 1985/86 in Oberstdorf, verpasste aber als 33. knapp den Finaldurchgang der besten 30. Auch bei den folgenden Springen in Garmisch-Partenkirchen und Innsbruck schaffte er es nicht in den Finaldurchgang, diesen erreichte Lederer in seinem vierten Springen, dem letzten Tourspringen in Bischofshofen und wurde 24. Sein nächster Weltcup-Einsatz ließ fast ein Jahr auf sich warten. In Thunder Bay erreichte er nicht nur erneut die Punkteränge, sondern kam als Achter auch erstmals unter die Top Ten. In der Folgezeit waren die Resultate sehr schwankend, Topplatzierungen waren selten. Erst zu Beginn des Jahres 1988 konnte Lederer seine Leistungen stabilisieren. Nach einem achten Rang in Gallio folgte mit Platz drei in St. Moritz das beste Weltcup-Resultat des Ostdeutschen und damit verbunden die Qualifikation für die Olympischen Winterspiele 1988 in Calgary. In Kanada erreichte Lederer den 21. Platz von der Normalschanze und wurde 22. von der Großschanze. Mit 26 Punkten wurde er 32. der Gesamtwertung der Weltcup-Saison. Erst fast vier Jahre nach den olympischen Springen konnte Lederer erneut, nun für eine gemeinsame deutsche Mannschaft, an Weltcup-Springen teilnehmen. Das Comeback im Dezember 1991 und im Januar 1992 scheiterte jedoch, er erreichte keine Platzierungen in den Punkterängen mehr. Somit wurde der dritte Platz in der Gesamtwertung des Skisprung-Continental-Cup in der Saison 1991/92 letztes nennenswertes Ergebnis Lederers.